# Schlacht von Shrewsbury
Die Schlacht von Shrewsbury fand am 21. Juli 1403 nördlich von Shrewsbury, Shropshire statt.
Die Anführer der Truppen waren einerseits König Heinrich IV. von England aus dem Haus Lancaster und sein Sohn, der spätere König Heinrich V., andererseits Henry „Hotspur“ Percy von Northumberland. Percy führte einen Teil des englischen Adels, der sich unter seiner Führung mit walisischen und schottischen Truppen verbündet und gegen den König erhoben hatte. Die Schlacht endete mit einer vernichtenden Niederlage Percys.

## Hintergrund

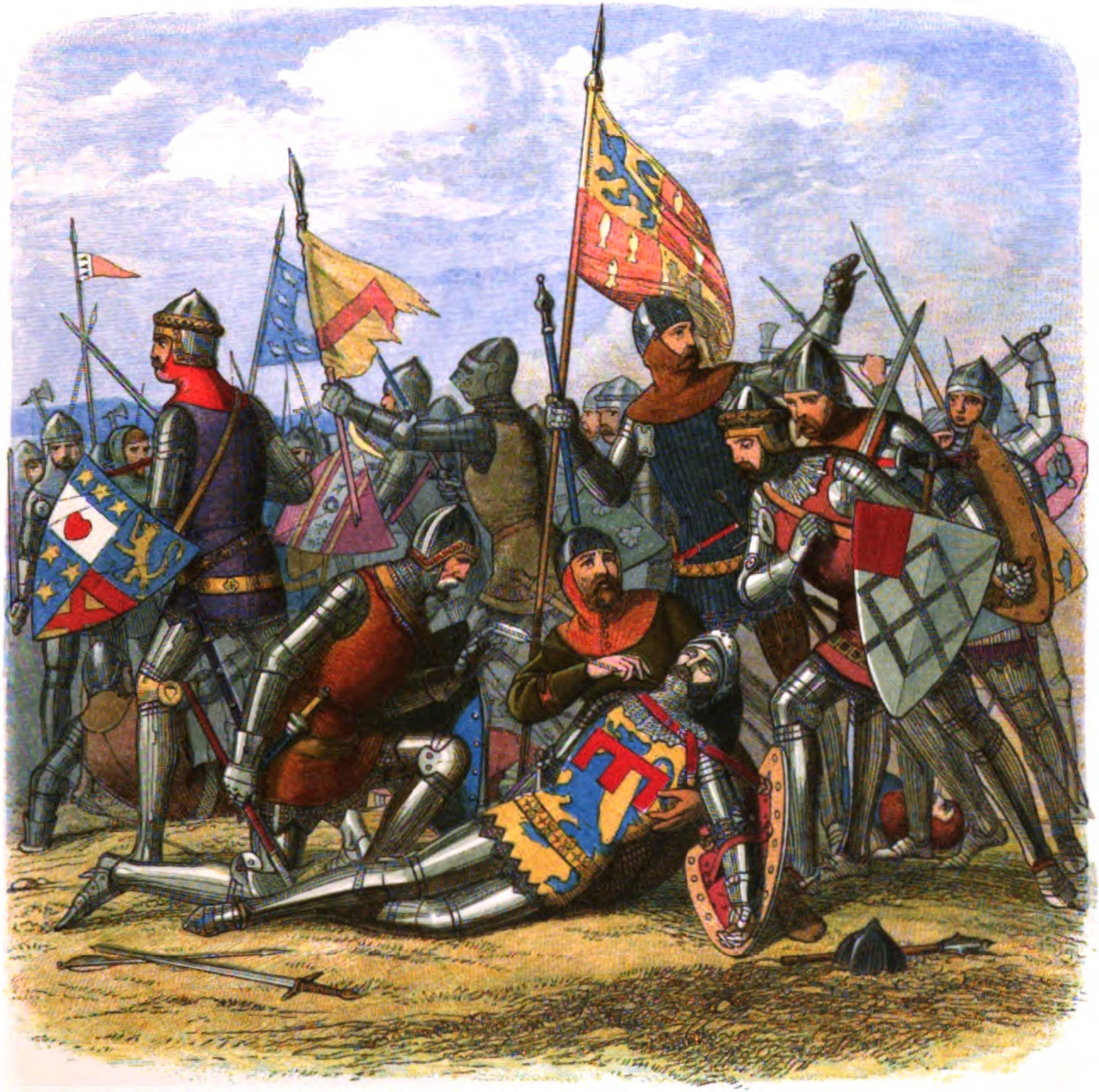
Der Tod von Henry „Hotspur“ Percy (Darstellung von 1864)

Henry Percy unterstützte Heinrich IV. in diversen Schlachten insbesondere gegen Richard II. um den englischen Thron. Zuvor hatte Heinrich ihm insbesondere die Grafschaft Cumberland versprochen sowie eine Reihe von politischen Freiheiten zugesagt. Als Heinrich sich als König nicht an seine Zusagen hielt, rebellierte das Haus der Percys gegen den König. Henry Percy ließ verlauten, dass der „rechtmäßige“ König Richard II. noch am Leben sei und beabsichtige, den Thron zurückzuerobern. Dieser Provokation musste sich Heinrich IV. zur Wahrung seines Thronanspruchs entgegenstellen.

## Schlachtverlauf
Zunächst versuchte Heinrich IV. mit den Percys zu verhandeln, worauf sich Henry „Hotspur“ Percy zum Schein einließ, da er auf das Eintreffen des walisischen Rebellenführers Owain Glyndŵr hoffte. Heinrich erkannte diese List jedoch und ging zum Kampf über. Der Kampf begann mit einem massiven Langbogensperrfeuer der 2000 Bogenschützen auf der Seite Heinrichs IV. und 870 auf der Seite von Henry Percy. Langbogenschützen waren hoch spezialisierte Einheiten mit hohem Ausbildungsaufwand. Ausgebildete Langbogenschützen konnten bis zu zehn Pfeile pro Minute über Reichweiten von bis zu 200 Meter abschießen. Percys überlegen ausgebildete Bogenschützen konnten sich zunächst behaupten und fügten Heinrichs Truppen erhebliche Verluste zu. Allerdings blieben Heinrich genügend Soldaten übrig, vor allem diejenigen auf dem linken Flügel unter dem Kommando des Fürsten von Wales. Da die erhoffte Unterstützung durch den walisischen Rebellenführer Owain Glyndŵr ausblieb, hatte Hotspur gegen das zahlenmäßig überlegene Heer des Königs keine Chance. Er wurde in der Schlacht getötet.

## Theater
Die Schlacht und ihre Schlüsselfiguren erscheinen in dem Theaterstück Heinrich IV. von William Shakespeare.
- William Shakespeare: König Heinrich IV. 1. Teil, Vierter Aufzug, S. 212 ff. Shakespeare’s dramatische Werke, Band 1; 1825.
- Edith Pargeter: A Bloody Field by Shrewsbury. 1989, ISBN 0-7472-0151-X (englisch); uraufgeführt als Theaterstück in der Shrewsbury Music Hall am 22. Mai 2003[7]